# Folie (Montpellier)
Alrededor de la ciudad francesa de Montpellier hay una serie de châteaux, antiguas mansiones de campo o Folies, construido por los ricos comerciantes, desde el siglo XVIII en adelante. Algunos de ellos tenían y todavía tienen sus propias bodegas vinos de crianza. Jean Giral fue uno de los arquitectos contratados por los comerciantes.
Las "folies" son la prueba visible de la riqueza de la región en el siglo XVIII. La mayoría de ellos se construyen en arquitectura del estilo Renacimiento, rodeadas con jardines decorativos. Estos jardines están diseñados de una manera "natural", en un estilo parecido, pero antes de que se pusiera de moda el estilo de jardín inglés. 
Las "folies" son propiedad de familias ricas, y algunos de ellos todavía hacen vinos de crianza (especialmente Flaugergues). En su mayoría están rodeados de suburbios, carreteras, tiendas de venta y similares. A continuación se muestra una lista de algunos chateaux:
- Château de Flaugergues 43°36′37.08″N 3°55′12.15″E / 43.6103000, 3.9200417
- Château de la Mogère[1] 43°36′2″N 3°55′33″E / 43.60056, 3.92583
- Château d'O 43°38′00″N 3°50′21″E / 43.63322222, 3.839030556
- Château de la Mosson 43°36′49″N 3°49′09″E / 43.61372222, 3.819119444